# نورویچ (داکوتای شمالی)
نورویچ (به انگلیسی: Norwich) یک منطقهٔ مسکونی در ایالات متحده آمریکا است که در McHenry County واقع شده‌است. نورویچ ۴۷۲٫۱۴ متر بالاتر از سطح دریا واقع شده‌است.